# Sarmi
Sarmi (en népalais : सर्मी) est un comité de développement villageois du Népal situé dans le district de Dolpa. Au recensement de 2011, il comptait 2 285 habitants.